# Kärrgråskivling
Kärrgråskivling (Tephrocybe palustris) är en svampart som först beskrevs av Peck, och fick sitt nu gällande namn av Donk 1962. Tephrocybe palustris ingår i släktet Tephrocybe och familjen Lyophyllaceae.   Inga underarter finns listade i Catalogue of Life.

I den svenska databasen Dyntaxa används istället namnet Lyophyllum palustre för samma taxon.  Arten är reproducerande i Sverige.

## Källor

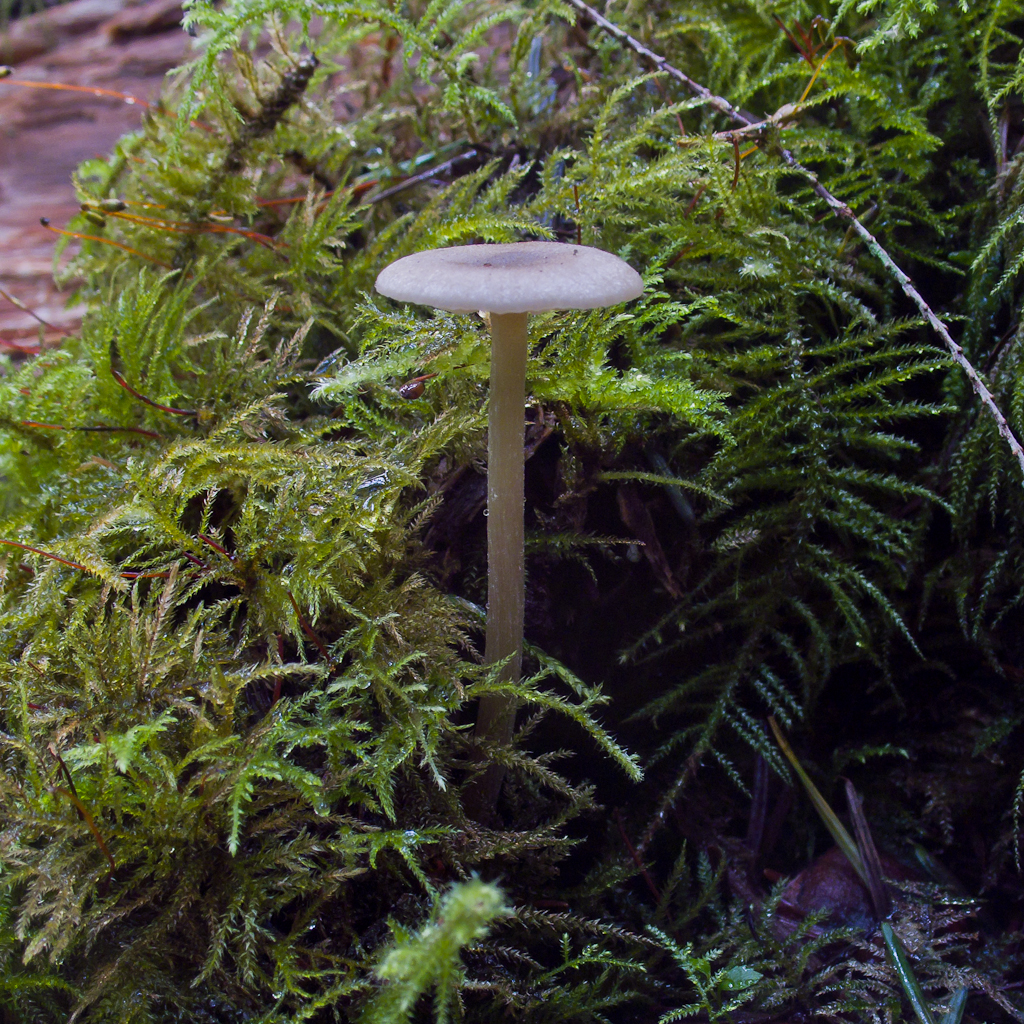
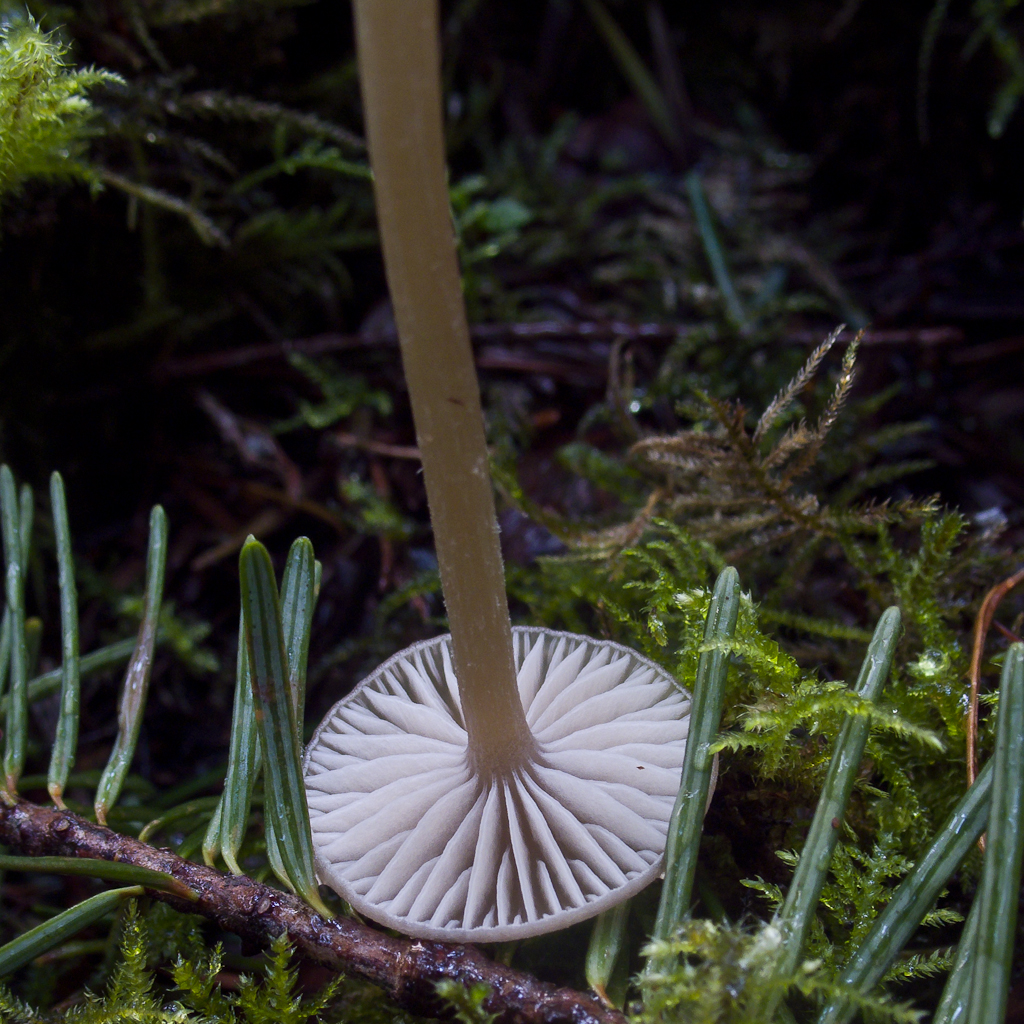
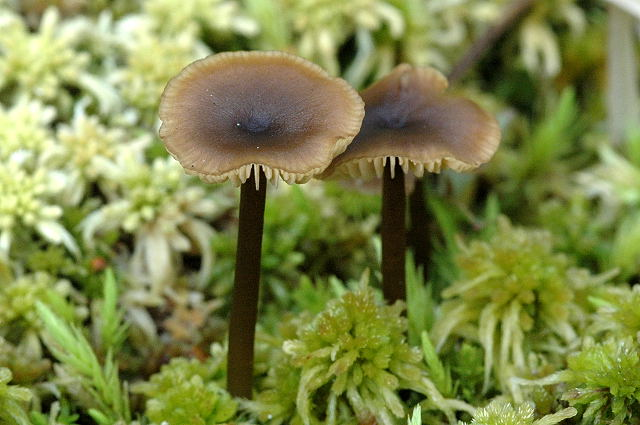
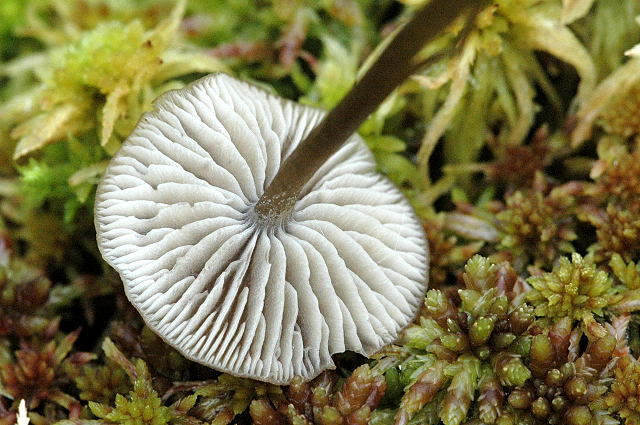